# Lūznava
Lūznava är en ort i Lettland.   Den ligger i kommunen Rēzeknes Novads, i den östra delen av landet, 200 km öster om huvudstaden Riga. Lūznava ligger 178 meter över havet och antalet invånare är 434.
Terrängen runt Lūznava är platt. Runt Lūznava är det glesbefolkat, med 13 invånare per kvadratkilometer. Närmaste större samhälle är Rēzekne, 15,8 km norr om Lūznava. I omgivningarna runt Lūznava växer i huvudsak blandskog.